# Rikard Nordraak

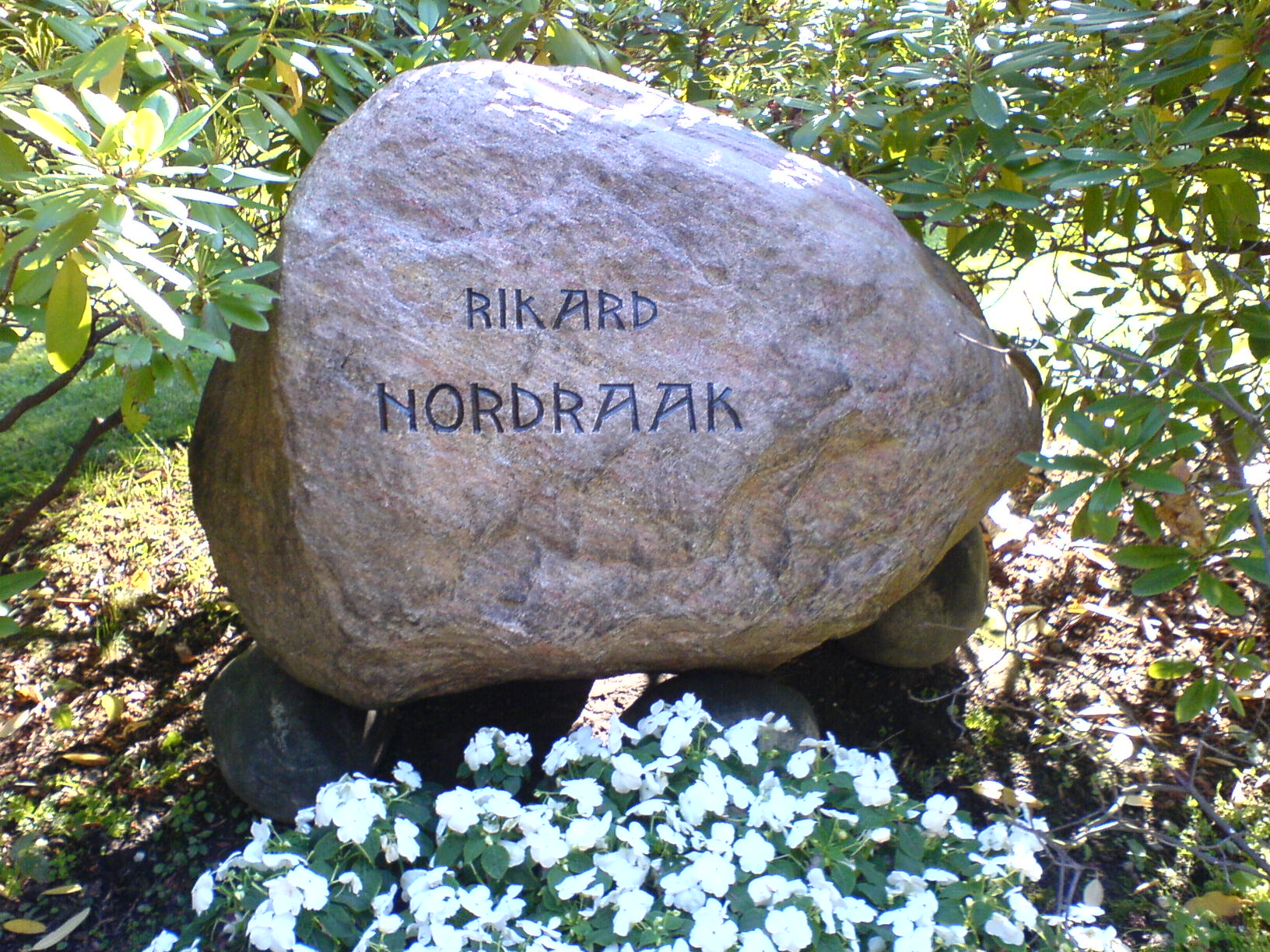
Grób Rikarda Nordraaka na cmentarzu Zbawiciela w Oslo

Rikard Nordraak (ur. 12 czerwca 1842 w Kristianii, zm. 20 marca 1866 w Berlinie) – norweski kompozytor, znany najbardziej jako twórca muzyki do hymnu Norwegii "Ja, vi elsker dette landet" ("Tak, kochamy ten kraj").
Nordraak szybko okazał się utalentowany muzycznie. Jako piętnastolatek wyjechał do Kopenhagi, aby podjąć naukę w szkole handlowej, ale porzucił ją dla muzyki i zaczął pobierać lekcje u duńskiego śpiewaka i kompozytora Carla Ludviga Gerlacha. W 1859, w wieku lat 18 Nordraak wyjechał do Berlina, by rozpocząć studia pod kierunkiem Theodora Kullaka i Friedricha Kiela. Pół roku później musiał jednak przerwać naukę i powrócić do kraju.
W Norwegii mieszkał przez dwa kolejne lata i pobierał tam lekcje gry na klawesynie i kompozycji u niemieckiego organisty Rudolpha Magnusa. Zimą 1859/1860 ukazały się drukiem pierwsze kompozycje Nordraaka. Były to cztery tańce na klawesyn, wydane jako op. 1. W późniejszym okresie życia Nordraak, prawdopodobnie z nich niezadowolony, nie włączał tych tańców do listy swoich kompozycji i jako op. 1 wymieniał zupełnie inne utwory. Jesienią 1861 Nordraak ponownie wyjechał do Berlina i tym razem pozostał tam przez dwa lata, studiując u swych poprzednich nauczycieli. Do Kristianii powrócił latem 1863.
Nordraak, który był kuzynem norweskiego pisarza Bjørnstjerne Bjørnsona, skomponował muzykę do wielu jego utworów, m.in. do sztuk Sigurd Slembe i Maria Stuart, a także do wierszy Ingerid Sletten af Sillejord, Killebukken, Lammet mit, Olav Trygvason, Der ligger et land mot den evige sne i Løft ditt hode, du raske gutt! W 1863 wydał swoje pierwsze "prawdziwe" opus, zawierające m.in. pieśni do słów Bjørnsona i Magdalene Thoresen. Jedną z najsłynniejszych pieśni skomponowanych do słów Bjørnstjerne Bjørnsona jest właśnie Ja, vi elsker dette landet, napisana ok. 1863/1864 przez zaledwie dwudziestojednoletniego kompozytora, a zaśpiewana po raz pierwszy 17 maja 1864 w Eidsvoll, miejscu ustanowienia norweskiej konstytucji.  
Latem 1864 Nordraak raz jeszcze wyjechał do Kopenhagi, gdzie pozostał do następnej wiosny. Był to najbardziej produktywny okres jego życia, który zaowocował m.in. wydaniem op. 2, zawierającego romance do słów Bjørnstjerne Bjørnsona i Jonasa Lie. Były to ostatnie kompozycje Nordraaka wydane za jego życia.
Rikard Nordraak przyjaźnił się z innym norweskim kompozytorem Edvardem Griegiem, którego poznał w Kopenhadze. W 1964 założył z nim, Christianem Hornemanem i Gottfredem Matthisonem-Hansenem towarzystwo Euterpe, popierające nową muzykę skandynawską. To właśnie Nordraak zaraził Griega miłością do kultury norweskiej, zaś autor Peer Gynta zadedykował przyjacielowi wiele swoich kompozycji. Po śmierci Nordraaka Grieg skomponował w kwietniu 1866 Marsz żałobny pamięci Rikarda Nordraaka na fortepian, który następnie zinstrumentował na orkiestrę dętą i perkusję oraz na orkiestrę wojskową.
W maju 1865 Nordraak ponownie wyjechał do Berlina i tam w październiku zapadł na gruźlicę. Zmarł w Berlinie 20 marca 1866, w wieku niespełna 24 lat. Pochowano go w stolicy Niemiec i dopiero 59 lat po śmierci (w 1925) szczątki kompozytora sprowadzono do Norwegii i złożono na cmentarzu Chrystusa Zbawiciela w Oslo. Pierwszy pomnik nagrobny Nordraaka stoi do dziś w dzielnicy Kreuzbeg w Berlinie.
Rikard Nordraak żył zbyt krótko, by pozostawić po sobie dużą spuściznę. Zachowało się około 40 kompozycji, w większości niewielkich. Na spuściznę Nordraaka składa się 14 pieśni na chór męski, kilka pieśni na głos z fortepianem, kompozycje teatralne do sztuk Sigurd Slembe i Maria Stuart w Szkocji, Halling na skrzypce, Corno solo E-dur na róg i fortepian oraz kilka utworów na klawesyn.